# Abrazadera Marman

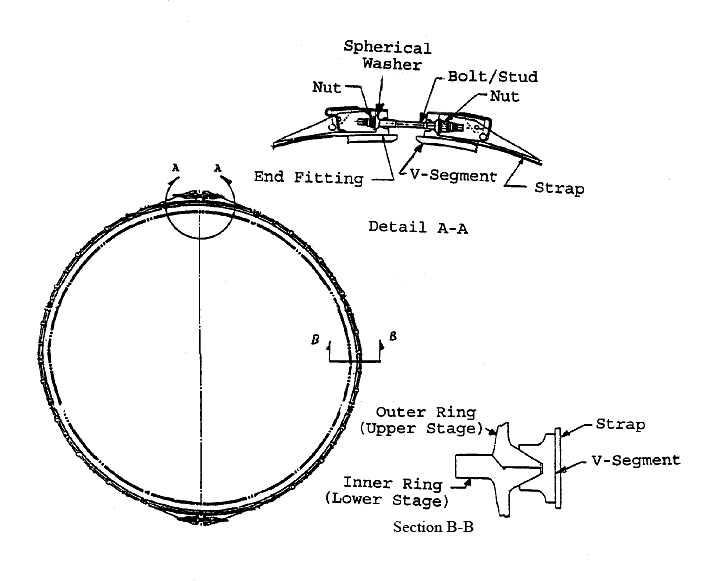
Un típico sistema de abrazadera Marman.

Una abrazadera Marman es un tipo de abrazadera de banda de uso intensivo, permite que dos interfases cilíndricas planas se conecten entre sí mediante una abrazadera de anillo. A veces se la suele denominar "anillo Marman".

## Conectores para mangueras de combustible

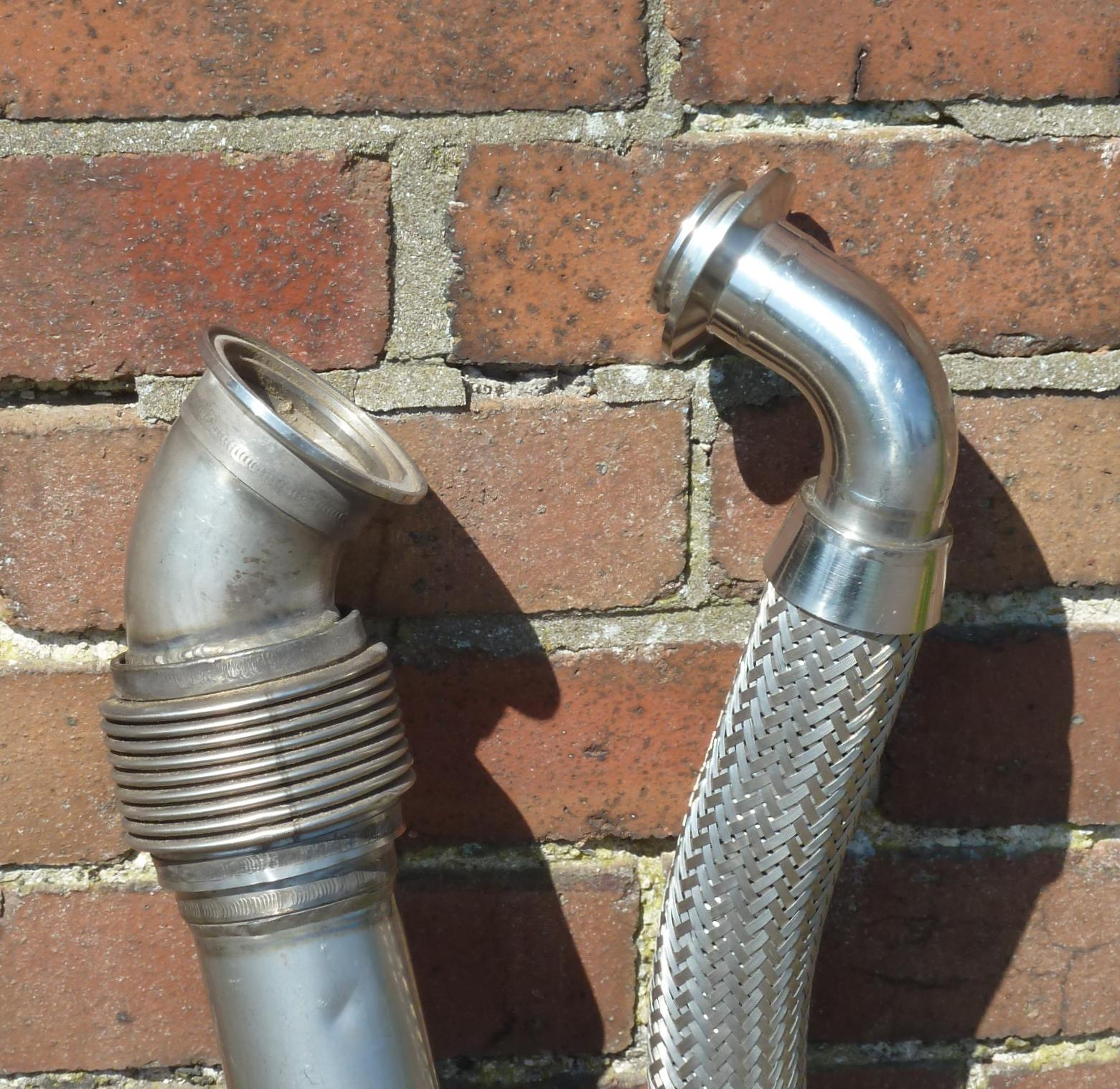
Conectores para tuberías en aplicaciones aeroespaciales, con bridas para abrazaderas Marman.
A la izquierda se muestra un conducto semi-rígido de aire para una turbina de un jet
a la derecha una manguera de combustible semi-rígida.

Un uso común de las abrazaderas Marman son los acoples rápidos para tuberías de combustible para aviones.

## Separación de naves espaciales
Las abrazaderas Marman son usadas con frecuencia en los sistemas de las naves espaciales y son un dispositivo común de transferencia de cargas mecánicas y sistema de acople para conectar la etapa superior y la carga útil satelital de vehículos espaciales, por ejemplo, en el Espectrómetro Plasma Cassini de la nave Cassini. También se los utiliza para acoplar las etapas de un cohete booster.
Los primitivos sistemas de separación que utilizaban abrazaderas Marman utilizaban pernos explosivos para su desenganche. Los mismos tenían el inconveniente de que eran un tanto impredecibles, además era preciso contener los fragmentos producidos en la explosión y eran difíciles de ensayar. Un método más reciente utiliza tornillo con rosca. La tensión de la propia banda de la abrazadera es utilizada para activar el sistema de aflojado de un perno central, cuando se lo dispara mediante un Iniciador Standard NASA (NSI), un extractor de clavija pirotécnico.

## Historia
La abrazadera Marman fue inventada por Herbert Marx, conocido por su nombre de escena Zeppo Marx; la misma fue producida por su empresa, Marman Products a partir de la década de 1930.
Inicialmente se la pensó como un dispositivo para fijar cargas durante su transporte. El ejército de Estados Unidos utilizó abrazaderas Marman para transportar las bombas atómicas que se usaron a finales de la Segunda Guerra Mundial.
Las abrazaderas Marman se utilizan en numerosos vehículos modernos, si bien la abrazadera a tornillo es más popular.